# Cécile Bomba Nkolo
Cécile Bomba Nkolo (née Atangana Abene Cécile le 23 décembre 1951 à Douala) est une femme politique camerounaise. Elle a été Ministre des affaires sociales de 2002 à 2004, et est membre du conseil électoral du Cameroun depuis 2008.

## Biographie

### Enfance et débuts
Cécile Bomba Nkolo est née en décembre 1951 à Douala dans la région du Littoral. Elle est originaire de la région du centre Cameroun. Elle fait ses études primaires et secondaires à Douala. Ensuite, elle fait des études en médecine au centre universitaire des sciences de la santé (CUSS) à l’université de Yaoundé, où elle décroche un doctorat en médecine en 1977. Huit ans plus tard, en 1989, elle est titulaire d'un certificat d’aptitude en planification familiale obtenu à l’université libre de Bruxelles.

### Carrière
De 1977 à 1984, elle exerce comme Médecin à l’unité de pédiatrie de l’Hôpital Central de Yaoundé. De 1984 à 1989, Cécile Bomba Nkolo occupe les fonctions de Chef de Service de la formation et du perfectionnement au Ministère de la Santé Publique. De 1989 à 1992, elle est Chef de division de la formation et de la coopération au Ministère de la Santé Publique. De 1992 à 1997, elle est élue députée à l’Assemblée Nationale et aussi membre de la Commission des lois. De 1998 à 2002, Cécile Bomba Nkolo occupe les fonctions de Directeur de la Coopération au Ministère de la Santé Publique. Du 24 août 2002 au 8 décembre 2004, Cécile Bomba Nkolo est à la tête du ministère des Affaires sociales en tant que Ministre,. 
En 2008, elle est nommée membre du conseil électoral d'elecam. Son mandat et celui des autres membres dudit conseil est renouvelé le 12 juillet 2022, par décret du président de la république Paul Biya.

## Distinctions honorifiques
- Commandeur de l’Ordre de la Valeur[réf. nécessaire]
- Officier de l’Ordre de la Valeur[réf. nécessaire]
- Chevalier de l’Ordre de la Valeur[1]